# Torre Velha
La Torre Velha (torre vella, en català) és una torre de guaita situada al municipi d'Albufeira, districte de Faro, Portugal. Està dins del jardí d'un hotel que agafa el nom de la torre. Construïda el segle xvi, està en ruïnes. De planta quadrada, construïda probablement durant el regnat de Joan III, després que el 1548 un atac pirata a la zona va capturar com a esclaus 6 pagesos.